# Каєтанув-Дольни
Каєтанув-Дольни (пол. Kajetanów Dolny) — село в Польщі, у гміні Заґнанськ Келецького повіту Свентокшиського воєводства.
У 1975-1998 роках село належало до Келецького воєводства.